# Nancy Passell
Nancy Passell (ur.  1949) – amerykańska brydżystka, World Life Master (WBF).

## Wyniki brydżowe

### Zawody światowe
W światowych zawodach zdobyła następujące lokaty:
| Mistrzostwa Świata. Konkurencja teamów | Mistrzostwa Świata. Konkurencja teamów | Mistrzostwa Świata. Konkurencja teamów | Mistrzostwa Świata. Konkurencja teamów | Mistrzostwa Świata. Konkurencja teamów | Mistrzostwa Świata. Konkurencja teamów |
| Rok                                    | Miejsce                                | Zawody                                 | Kategoria                              | Drużyna                                | Pozycja                                |
| -------------------------------------- | -------------------------------------- | -------------------------------------- | -------------------------------------- | -------------------------------------- | -------------------------------------- |
| 2006                                   | Werona                                 | 12. Mistrzostwa Świata                 | Kobiety                                | Pollack                                | 17                                     |
| 1991                                   | Jokohama                               | 30. Mistrzostwa Świata Teamów          | Kobiety                                | USA 2                                  | 1                                      |

| Mistrzostwa Świata. Konkurencja par | Mistrzostwa Świata. Konkurencja par | Mistrzostwa Świata. Konkurencja par | Mistrzostwa Świata. Konkurencja par | Mistrzostwa Świata. Konkurencja par | Mistrzostwa Świata. Konkurencja par |
| Rok                                 | Miejsce                             | Zawody                              | Kategoria                           | Partner                             | Pozycja                             |
| ----------------------------------- | ----------------------------------- | ----------------------------------- | ----------------------------------- | ----------------------------------- | ----------------------------------- |
| 2010                                | Filadelfia                          | 13. Mistrzostwa Świata              | Kobiety                             | Joan Jackson                        | 48                                  |
| 2010                                | Filadelfia                          | 13. Mistrzostwa Świata              | Miksty                              | Jagdish Prasad Goenka               | 405                                 |
| 2006                                | Werona                              | 12. Mistrzostwa Świata              | Miksty                              | Mike Passell                        | 130                                 |
| 2002                                | Montreal                            | 11. Mistrzostwa Świata              | Miksty                              | Gaylor Kasle                        | 300                                 |
| 1986                                | Miami Beach                         | 7. Mistrzostwa Świata               | Miksty                              | Mike Passell                        | 16                                  |

## Klasyfikacja
- Nancy Passell – klasyfikacja WBF (ang.)